# 4608 Wodehouse
4608 Wodehouse (1988 BW3) là một tiểu hành tinh vành đai chính được phát hiện ngày 19 tháng 1 năm 1988 bởi Henri Debehogne ở Đài thiên văn Nam Âu.